# Abrachyglossum andrei
Abrachyglossum andrei är en tvåvingeart som beskrevs av Seguy 1928. Abrachyglossum andrei ingår i släktet Abrachyglossum och familjen stekelflugor.
Artens utbredningsområde är Frankrike. Inga underarter finns listade i Catalogue of Life.